# Товарищ Бойкенжаев
«Товарищ Бойкенжаев» — фильм режиссёра Юсупа Разыкова, снятый в 2002 году по пьесе А. Абдураззокова.

## Сюжет
В конце 1980-х в узбекском райцентре получают указание срочно возвести «Кладбище IV Интернационала». На кладбище в форме звезды будут хоронить рядом: узбеков, киргизов, русских, казахов. Дело особой важности поручают преданному товарищу Бойкенжаеву, маленькому и простодушному человечку, бывшему детдомовцу, который подвизался в исполнении роли Ленина на парадах. Прослышав о «спецзадании», из реанимации  сбегают пациенты, оживают покойники. Не найдя достойного узбека для захоронения, Бойкенжаев останавливает собственное сердце, чтобы не «подвести товарищей». 

## Награды
- Премия Гильдии киноведов и кинокритиков России (2003)

## Оценки критиков
- Евгений Гусятинский («Искусство кино»): «Можно позавидовать уму и таланту узбекского режиссёра, снявшего, «антисоветское» кино в рамках классической советской формы… Возврат к разрушенным формам, предпринятый Разыковым, становится инструментом анализа и критики того, что в них сохранилось живого и сохранилось ли»[1].
- Татьяна Москвина : «Эпопея со строительством кладбища и поиском нужного для открытия покойника и составляет уморительно разыгранный сюжет, аллегорически воплощающий судьбу коммунистического миража в Средней Азии»[2].